# 亚洲公路35号线
亚洲高速公路35号线（英語：Asian Highway 35），编号为AH35，是亚洲公路网系统中东亚区域的一条公路。该线路始于蒙古国温都尔汗，终于中华人民共和国辽宁省锦州市。总长约1305公里。 
路线区间位于亚洲公路6号线和亚洲公路3号线之间。

## 蒙古段
温都尔汗 – 西乌尔特 – 毕其格图（口岸），共509 km（316 mi）。

## 中国段
全长796km。
- 306国道：珠恩嘎达布其（口岸） – 东乌珠穆沁旗 – 西乌珠穆沁旗 – 林西 – 双井互通
- 丹锡高速：双井互通 – 翁牛特旗 – 赤峰 – 朝阳 – 锦州